# قائمة أنواع الأقصليس
يوجد عدة أنواع من جنس الأقصليس, هنا بعضاً من المؤكد منها:
- أقصليس إسفيني (الاسم العلمي:Oxalis cuneata)
- أقصليس إكوادوري (الاسم العلمي:Oxalis ecuadorensis)
- أقصليس إلينوي (الاسم العلمي:Oxalis illinoensis)
- أقصليس أجرد (الاسم العلمي:Oxalis glabra)
- أقصليس أزرق (الاسم العلمي:Oxalis glauca)
- أقصليس أشعر (الاسم العلمي:Oxalis hirta)
- أقصليس ألبي (الاسم العلمي:Oxalis alpina)
- أقصليس أنيق (الاسم العلمي:Oxalis elegans)
- أقصليس أوريغوني (الاسم العلمي:Oxalis oregana)
- أقصليس بارليري (الاسم العلمي:Oxalis barrelieri)
- أقصليس برازيلي (الاسم العلمي:Oxalis brasiliensis)
- أقصليس بنفسجي (الاسم العلمي:Oxalis violacea)
- أقصليس بوليفي (الاسم العلمي:Oxalis boliviana)
- أقصليس بوي (الاسم العلمي:Oxalis bowiei)
- أقصليس بيروفي (الاسم العلمي:Oxalis peruviana)
- أقصليس تساعي الأوراق (الاسم العلمي:Oxalis enneaphylla)
- أقصليس تكساني (الاسم العلمي:Oxalis texana)
- أقصليس حلزوني (الاسم العلمي:Oxalis spiralis)
- أقصليس حميضي (الاسم العلمي:Oxalis acetosella)
- أقصليس خطي (الاسم العلمي:Oxalis linearis)
- أقصليس درني (الاسم العلمي:Oxalis tuberosa)
- أقصليس دهرادوني (الاسم العلمي:Oxalis dehradunensis)
- أقصليس رائع (الاسم العلمي:Oxalis magnifica)
- أقصليس رباعي الأوراق (الاسم العلمي:Oxalis tetraphylla)
- أقصليس رمادي (الاسم العلمي:Oxalis cinerea)
- أقصليس رملي (الاسم العلمي:Oxalis arenaria)
- أقصليس سلاوي (الاسم العلمي:Oxalis hedysaroides)
- أقصليس سماوي (الاسم العلمي:Oxalis caerulea)
- أقصليس شاحب (الاسم العلمي:Oxalis pallens)
- أقصليس شبكي (الاسم العلمي:Oxalis articulata)
- أقصليس شريطي (الاسم العلمي:Oxalis laciniata)
- أقصليس صحراوي (الاسم العلمي:Oxalis deserticola)
- أقصليس صوفي (الاسم العلمي:Oxalis lanata)
- أقصليس ضعيف (الاسم العلمي:Oxalis debilis)
- أقصليس عريض الأوراق (الاسم العلمي:Oxalis latifolia)
- أقصليس عملاق (الاسم العلمي:Oxalis gigantea)
- أقصليس غدي الأوراق (الاسم العلمي:Oxalis adenophylla)
- أقصليس غرفيثي (الاسم العلمي:Oxalis griffithii)
- أقصليس غير متساوي (الاسم العلمي:Oxalis inaequalis)
- أقصليس فالديفي (الاسم العلمي:Oxalis valdiviensis)
- أقصليس قلبي (الاسم العلمي:Oxalis cordata)
- أقصليس كاليدونيا الجديدة (الاسم العلمي:Oxalis novae-caledoniae)
- أقصليس كاليفورني (الاسم العلمي:Oxalis californica)
- أقصليس كبدي (الاسم العلمي:Oxalis hepatica)
- أقصليس كبير (الاسم العلمي:Oxalis grandis)
- أقصليس كثيف (الاسم العلمي:Oxalis densa)
- أقصليس لبدي (الاسم العلمي:Oxalis tomentosa)
- أقصليس لحمي (الاسم العلمي:Oxalis incarnata)
- أقصليس لودريتزي (الاسم العلمي:Oxalis luederitzii)
- أقصليس ماجلاني (الاسم العلمي:Oxalis magellanica)
- أقصليس ماعزي (الاسم العلمي:Oxalis pes-caprae)
- أقصليس مائل الأوراق (الاسم العلمي:Oxalis obliquifolia)
- أقصليس مبرقش (الاسم العلمي:Oxalis versicolor)
- أقصليس متباين الأوراق (الاسم العلمي:Oxalis heterophylla)
- أقصليس مثلث (الاسم العلمي:Oxalis triangularis)
- أقصليس مخطط (الاسم العلمي:Oxalis stricta)
- أقصليس مسنن (الاسم العلمي:Oxalis dentata)
- أقصليس مصفر (الاسم العلمي:Oxalis luteola)
- أقصليس ملتبس (الاسم العلمي:Oxalis ambigua)
- أقصليس منخفض (الاسم العلمي:Oxalis depressa)
- أقصليس نورليندياني (الاسم العلمي:Oxalis norlindiana)
- أقصليس ياسميني الأوراق (الاسم العلمي:Oxalis jasminifolia)
- (الاسم العلمي:Oxalis abercornensis)
- (الاسم العلمي:Oxalis adenodes)
- (الاسم العلمي:Oxalis adspersa)
- (الاسم العلمي:Oxalis alata)
- (الاسم العلمي:Oxalis albiuscula)
- (الاسم العلمي:Oxalis algoensis)
- (الاسم العلمي:Oxalis alstonii)
- (الاسم العلمي:Oxalis alvimii)
- (الاسم العلمي:Oxalis amblyodonta)
- (الاسم العلمي:Oxalis amblyosepala)
- (الاسم العلمي:Oxalis amplifolia)
- (الاسم العلمي:Oxalis andina)
- (الاسم العلمي:Oxalis androsacea)
- (الاسم العلمي:Oxalis angulata)
- (الاسم العلمي:Oxalis annae)
- (الاسم العلمي:Oxalis anomala)
- (الاسم العلمي:Oxalis anthelmintica)
- (الاسم العلمي:Oxalis aptera)
- (الاسم العلمي:Oxalis apurimacensis)
- (الاسم العلمي:Oxalis arachnoidea)
- (الاسم العلمي:Oxalis arbuscula)
- (الاسم العلمي:Oxalis areolata)
- (الاسم العلمي:Oxalis argentina)
- (الاسم العلمي:Oxalis argillacea)
- (الاسم العلمي:Oxalis argyrophylla)
- (الاسم العلمي:Oxalis aridicola)
- (الاسم العلمي:Oxalis atacamensis)
- (الاسم العلمي:Oxalis attaquana)
- (الاسم العلمي:Oxalis aurea)
- (الاسم العلمي:Oxalis ausensis)
- (الاسم العلمي:Oxalis bakeriana)
- (الاسم العلمي:Oxalis balansae)
- (الاسم العلمي:Oxalis bartolomensis)
- (الاسم العلمي:Oxalis bela-vitoriae)
- (الاسم العلمي:Oxalis beneprotecta)
- (الاسم العلمي:Oxalis benjaminii)
- (الاسم العلمي:Oxalis bermejensis)
- (الاسم العلمي:Oxalis bifida)
- (الاسم العلمي:Oxalis bifrons)
- (الاسم العلمي:Oxalis bipartita)
- (الاسم العلمي:Oxalis bisecta)
- (الاسم العلمي:Oxalis bisfracta)
- (الاسم العلمي:Oxalis blackii)
- (الاسم العلمي:Oxalis blastorrhiza)
- (الاسم العلمي:Oxalis bojeriana)
- (الاسم العلمي:Oxalis bulbocastanum)
- (الاسم العلمي:Oxalis burkei)
- (الاسم العلمي:Oxalis burtoniae)
- (الاسم العلمي:Oxalis caesariata)
- (الاسم العلمي:Oxalis caesia)
- (الاسم العلمي:Oxalis calachaccensis)
- (الاسم العلمي:Oxalis callimarginata)
- (الاسم العلمي:Oxalis callosa)
- (الاسم العلمي:Oxalis calva)
- (الاسم العلمي:Oxalis calviniensis)
- (الاسم العلمي:Oxalis camelopardalis)
- (الاسم العلمي:Oxalis campanensis)
- (الاسم العلمي:Oxalis campicola)
- (الاسم العلمي:Oxalis campylorrhiza)
- (الاسم العلمي:Oxalis capillacea)
- (الاسم العلمي:Oxalis caprina)
- (الاسم العلمي:Oxalis cardenasiana)
- (الاسم العلمي:Oxalis cathara)
- (الاسم العلمي:Oxalis caucensis)
- (الاسم العلمي:Oxalis cerradoana)
- (الاسم العلمي:Oxalis chamaecrista)
- (الاسم العلمي:Oxalis chnoodes)